# زراعة على نطاق ضيق
الزراعة على نطاق ضيق هي بديل للزراعة التصنيعية أو بتعريف أوسع الزراعة المكثفة أو طرق الزراعة غير المستدامة الشائعة بشكل رئيسي في دول العالم الأول. وتعرف أحيانًا بالزراعة المستدامة، حيث أشارت جريدة Environmental Health Perspectives (آراء الصحة البيئية) أن "الزراعة المستدامة ليست مجرد مجموعة من الأساليب المحددة. بل الأهم من ذلك هو التغيير في الفكر، حيث تقر الزراعة باعتمادها على قاعدة الموارد الطبيعية المحدودة - بما في ذلك محدودية نوعية طاقة الوقود الأحفوري التي هي الآن عنصر حاسم لنظم الزراعة التقليدية.
وتضم الزراعة على نطاق ضيق عددًا من الممارسات الزراعية المستدامة مثل:
- الزراعة العضوية، التي تفصل جميع المبيدات الكيماوية والأسمدة عن الزراعة
- الزراعة المعمرة، التي تعطي منهجية شاملة لتصميم المزرعة
- استخدام الأراضي الصالحة للزراعة، مصطلح الأراضي الصالحة للزراعة (من اللفظة اللاتينية arare، بمعنى يحرث ) هو شكل من أشكال استخدام الأراضي الزراعية، وهذا يعني الأراضي التي يمكن أن تكون (ولا تزال) مستخدمة لزراعة المحاصيل. وقد أدخل ديفيد ريكاردو فكرة الأراضي الصالحة للزراعة في النظرية الاقتصادية.
- استخدام الأراضي غير الصالحة للزراعة
- الزراعة الرعوية، وتشير اللفظة رعوي إلى نمط حياة الرعاة والرعاة، وانتقال الماشية في جميع أنحاء المناطق الأوسع من الأراضي حسب المواسم وتوفر المياه والتغذية.
- الزراعة القائمة على مياه الأمطار
- تطورت الزراعة القائمة على الديناميكا الحيوية من خلال رودولف شتاينر، وتتكون من استخدام تركيبات عشبية ومتجانسة لروث البقر/السماد المستخدم على نطاق واسع لتسميد المحاصيل.

وهناك جدل ساخن مثار حول طرق استدامة الغذاء والاقتصاديات. تلك هي المسألة بين الاقتصاديات واستنزاف رأس المال الطبيعي غير الموضح إلى حد كبير.

## الطرق الغذائية
قد تساهم بعض الأساليب الغذائية في الاستدامة مثل تناول النباتات المطيلة للعمر أو تناول الخضروات أو التغذية النباتية أو تقييد المنتجات الحيوانية على تلك المنتجة باستخدام الأساليب المذكورة أعلاه.